# Alenčica
Alenčica je eden izmed glavnih knjižnih junakov literarnega dela Kralj Matjaž in Alenčica. Avtor je Dane Zajc. Knjiga je izšla leta 1978 v izložbi Mladinska knjiga, napisana pa je v obliki igre za lutke. 

## Ostali liki
- Kralj Matjaž: pošten, moder in dober kralj. Poročen je s kraljično Alenčico, ki jo ljubi in bi za njo naredil vse.
- glasnik: ima vlogo na začetku dela, ko pride Matjažu povedat, da mora iti v boj s Turki.
- Sigismund: vitez, čigar kralj je Ladislav.
- bobnar: sultanov glasnik, ki razglasi Turkom pričetek prireditve.
- Turki: narod, ki je pod okriljem sultana.
- konj Svit: Matjažev zvesti konj. V knjigi ima veliko vlogo, kajti Matjažu pride sporočit, da so Turki ugrabili njegovo Alenčico.
- kovač: podkuje Svita, da ima kopita obrnjena v nasprotno stran.

## Vsebina
Zgodba o dobrosrčnem kralju se prične tako, da pride glasnik na grad Kralja Matjaža in mu pove, da njegovo pomoč potrebuje kralj Ladislav v boju s Turki. Tako Kralj Matjaž pusti svojo novopečeno nevesto Alenčico doma skupaj s konjem Svitom, ki lahko govori in misli po človeško. Alenčico naj bi varoval pred Turki. Po nekem času Svit prijezdi do Matjaža in mu pove, da so njegovo ljubljeno ugrabili Turki. Matjaž se takoj odpravi po njo. Pride v kraj, kjer vlada sultan. Tukaj ravnokar poteka prireditev. Turkom pove, da si želi ples s sultanovo izbranko, tj. njegovo Alenčico. Za to jim ponudi zlatnik. Ples dobi in ko ga Alenka prepozna skupaj odjezdita proti domu, Turki pa za njimi. Prideta do kovačnice, kjer kovač Svitu zamenja kopita v nasprotno stran, da bi Turke zmedlo. Vendar le-te se ne dajo pretentati in jima sledijo do Donave. Donava je bila v tem času zelo visoka in deroča, vendar Kralj Matjaž in Alenčica uspeta priti na drugo stran s pomočjo čudežnega prstana. Turke Donava pogoltne, Matjaž in Alenčica pa se vrneta na svoj grad.
Opomba: knjiga je različica dela, kjer se Kralj Matjaž skupaj z vojaki zateče pod goro Peco. Legenda pravi, da se bo zbudil, ko se bo njegova brada devetkrat ovila okoli kamnite mize v gorski votlini.

## Literarni lik
Alenčica je literarni lik, ki je prisoten skozi celotno delo. Alenčica je zelo lepa, prijazna in dobra kraljična. Poroči se s Kraljem Matjažem, ki ga neizmerno ljubi. To se kaže že na začetku, ko izrazi željo, da Matjaž ne bi odšel v boj. Ko se z Matjaževim odhodom sprijazni, se v njeni podpori vidi tudi razumevanje do Matjaževe odločitve. Zaradi njene lepote si je želi tudi sultan, ki jo v času Matjaževe odsotnosti ugrabi. Kljub temu je Alenčica Matjažu zvesta. Je edini ženski lik, ki se pojavi v delu. Na splošno se celotno delo vrti okrog nje, njene lepote in želje junakov po njej. Alenčico v delu v globljem smislu ne spoznamo, ne vemo za njena razmišljanja. Bolj je v ospredju zunanjost in razmišljanje drugih o njej. Je osrednja tema dela. Alenčica je pametna in iznajdljiva. Ko z Matjažem pribežita do deroče Donave, se spomni na čudežni prstan in ga zavrti ter pravi: 
Naj se voda razdeli. Naj se struga posuši. Pot naj vije se čez dno, čiraj, čaraj zdaj zlato.— —vir: Dane Zajc (Kralj Matjaž in Alenčica).
Tako sta se Kralj Matjaž in Alenčica rešila pred Turki. Zgodba ima za razliko od nekaterih različic srečen konec.